# Pius Arts
Pius Maria Arts (Roermond, 29 september 1881 – Tilburg, 20 december 1955) was een Nederlands rooms-katholiek politicus, sporter en sportbestuurder.

## Advocatuur
Arts doorliep het gymnasium in Roermond en later in 's-Hertogenbosch waarna hij rechten studeerde aan de Universiteit Utrecht waar hij in 1909 promoveerde op stellingen. Hierna vestigde hij zich als advocaat en procureur in Tilburg. In 1911 huwde hij in Amsterdam Leonie Henriëtte Maria Gimbrère met wie hij twee zonen en twee dochters kreeg.

## Politiek
In Brabant werd Arts vanaf 1913 actief in de gemeentelijke politiek en later in de provinciale politiek.
In 1922 deed hij voor het eerst mee aan de Tweede Kamerverkiezingen waar hij achter zijn vader Antoine Arts, die in de Tweede Kamer zat namens de Roomsch-Katholieke Staatspartij (RKSP) maar uit de partij gewerkt was, verkiesbaar stond op de Lijst-Arts. Deze lijst bestond alleen uit vader en zoon, maar behaalde geen zetel.
Hierna richtte Pius Arts de Rooms-Katholieke Volkspartij (RKVP) op, waarvoor hij in 1925 in het voetspoor van zijn vader met één zetel in de Tweede Kamer kwam. Een kwart van de stemmen werden vergaard in het kiesdistrict Tilburg, ondanks de oproep van de Bossche bisschop Arnold Diepen om op de RKSP te stemmen. Arts wilde zich graag aansluiten bij de katholieke kamerfractie, maar die hield de deur gesloten. In zijn maidenspeech lonkte hij vervolgens naar de SDAP. De sociaaldemocraten zagen echter niets in een samenwerking met Arts' splinterpartij. Daarop ging het blad van de RKVP, De Roomsche Democraat, over op aanvallen op de SDAP.
De RKVP keerde in 1929 niet terug, maar behaalde in 1933 opnieuw een zetel, die Arts bekleedde. Datzelfde jaar fuseerde de RKVP met de Katholiek Democratische Bond van Johannes Veraart tot Katholiek Democratische Partij (KDP). Aldus zat Arts tot 1937 namens de KDP in de Tweede Kamer. Nadat deze partij in 1939 opgeheven werd sloot Arts zich terug aan bij de RKSP.
Na de Tweede Wereldoorlog werd Arts opnieuw actief in de Tilburgse gemeenteraad, eerst als onafhankelijk politicus en later namens de Katholieke Volkspartij (KVP), tot 1952.

## Sport
In zijn jongere jaren was Arts actief in meerdere sporten. Hij voetbalde onder andere bij Willem II en nam deel aan het Nederlands kampioenschap schaatsen allround in 1905.
Ook was hij actief als bestuurder, met name in de sport. Tussen 1901 en 1919 was hij voorzitter van voetbalclub Willem II. Hij is benoemd tot beschermheer van voetbalclub NOAD en was medeoprichter van RKVV Wilhelmina uit Den Bosch. Arts was verder lid van het bestuur van de Noord-Brabantse Voetbalbond, lid van het bestuur van de Nederlandse Voetbalbond (NVB), lid van de Nederlands Elftal Commissie en voorzitter of bestuurslid in het (regionale) zwemmen en biljarten. Hij was voorzitter van de vereniging plaatsing oorlogskinderen in Tilburg (1914-1918), medeoprichter van het Tilburgse Sportpark en van een R.K. Openbare Leeszaal.
- Biografisch Portaal: 06468450
- Parlement.com: vg09lkxirqq8